# Істон (Массачусетс)
Істон (англ. Easton) — місто (англ. town) в США, в окрузі Бристоль штату Массачусетс. Населення — 25 058 осіб (2020).

## Демографія
Згідно з переписом 2010 року, у місті мешкало 23 112 осіб у 7865 домогосподарствах у складі 5732 родин. Було 8155 помешкань
Расовий склад населення:
| - 91,5 % — білих - 3,2 % — чорних або афроамериканців - 2,4 % — азіатів - 0,1 % — корінних американців - 1,1 % — осіб інших рас |

До двох чи більше рас належало 1,6 %. Частка іспаномовних становила 2,5 % від усіх жителів.
За віковим діапазоном населення розподілялося таким чином: 22,7 % — особи молодші 18 років, 65,2 % — особи у віці 18—64 років, 12,1 % — особи у віці 65 років та старші. Медіана віку мешканця становила 39,5 року. На 100 осіб жіночої статі у місті припадало 91,8 чоловіків;  на 100 жінок у віці від 18 років та старших — 88,4 чоловіків також старших 18 років.
Середній дохід на одне домашнє господарство  становив 126 859 доларів США (медіана — 105 380), а середній дохід на одну сім'ю — 142 364 долари (медіана — 117 582). Медіана доходів становила 76 228 доларів для чоловіків та 57 145 доларів для жінок. За межею бідності перебувало 4,7 % осіб, у тому числі 6,1 % дітей у віці до 18 років та 6,5 % осіб у віці 65 років та старших.
Цивільне працевлаштоване населення становило 13 194 особи. Основні галузі зайнятості: освіта, охорона здоров'я та соціальна допомога — 31,5 %, роздрібна торгівля — 13,5 %, науковці, спеціалісти, менеджери — 12,3 %.